# Oči in ušesa boga – videonadzor Sudana
Oči in ušesa boga – videonadzor Sudana je slovenski dokumentarni film iz leta 2012 v režiji in po scenariju Toma Križnarja in Maje Weiss. Film prikazuje izpeljavo projekta za zaščito nubijskega ljudstva med sudansko državljansko vojno z razdelitvijo 400 miniaturnih videokamer, s katerimi bi posneli vojne zločine pripadnikov sudanske vojske nad civilnim prebivalstvom. Križnar je leta 2012 prejel viktorja za najboljšo dokumentarno TV-oddajo. 